# Holger Andersen
Holger Aksel Olaf Andersen, född 11 april 1890 i Haderslev, död 4 juli 1961, var en dansk politiker.

## Biografi
Andersen blev teologie kandidat 1913, och verkade därefter som journalist. Tack vare sitt intresse för gränsfrågorna i Schlesvig-Holstein blev Andersen politiskt aktiv och företrädde under kampåren 1918-20 den så kallade Flensborglinjen och var från 1943 ordförande i Grænseforeningen. Andersen tillhörde som konservativ Folketinget 1920-32 och Landstinget 1936-39. Under många år var han delegerad till Nationernas förbund och 1929-34 president i kommissionen för utväxling av grekiska och turkiska befolkningselement. Under 1940-talet gjorde Andersen sig känd som förespråkare för en intim, statsrättslig union mellan de nordiska länderna.